# Antoine Laurain
Antoine Laurain (Párizs, 1972 –) francia író.

## Élete
Filmművészetet tanult az egyetemen, majd egy régiségkereskedő asszisztense lett.
A gyűjtők világa ihlette első regényét: az Ailleurs si j'y suis-t (2007), ezt követte a Fume et tue (2008) és a Carrefour des Nostalgies (2009).
2012-ben Az elnök kalapja (Le Chapeau de Mitterrand) című regénye az év egyik nagy sikere lett, elnyerte a feltörekvő íróknak járó Landerneau-díjat és a Relay utazási díjat.
2015-ben Az Elnök kalapját tévére adaptálták (France 2) Frédéric Diefenthal, Michel Leeb, Frédérique Bell és Roland Giraud közreműködésével (rendező: Robin Davis, zene: Vladimir Cosma).
A Vörös Jegyzetfüzet (La femme au carnet rouge) 2014-ben jelent meg, és 22 nyelvre fordították le, köztük német Liebe mit zwei Unbekannten (Hoffmann und Campe) és olasz La donna dal taccuino rosso (Einaudi) címen. A filmes jogokat eladták az UGC-nek.
2022-ben jelent meg a Les caprices d'un astre című regénye.

## Válogatott művei
- Ailleurs si j'y suis (2007)
- Fume et tue (2008)
- Carrefour des nostalgies (2009)
- Le Chapeau de Mitterrand (2012)
- La femme au carnet rouge (2014)
- Rhapsodie française (2016)
- Millésime 54 (2018)
- Le Service des manuscrits (2020)
- Et mon cœur se serra (2021)
- Les caprices d'un astre (2022)
- Dangereusement douce (2023)

### Magyarul megjelent
- Az elnök kalapja (Le chapeau de Mitterrand) – Park, Budapest 2017 · ISBN 9789633554234 · Fordította: Kiss Kornélia
- A piros notesz (La femme au carnet rouge) – Park, Budapest 2018 · ISBN 9789633555088 · Fordította: Kiss Kornélia

## Fordítás
- Ez a szócikk részben vagy egészben  az   Antoine Laurain című angol Wikipédia-szócikk fordításán alapul.  Az eredeti cikk szerkesztőit annak laptörténete sorolja fel. Ez a jelzés csupán a megfogalmazás eredetét és a szerzői jogokat jelzi, nem szolgál a cikkben szereplő információk forrásmegjelöléseként.